# Oncidium sarcatum
O  Oncidium sarcatum   é uma espécie de orquídeas do gênero Oncidium, também chamado de dama dançante, da subfamília Epidendroideae da família das Orquidáceas.
O nome científico "Oncidium" vem do latim = "inchaço", "tubérculo", "tumor".

## Habitat
Esta especie é originária do Brasil, Paraguai e Norte da Argentina. Esta Orquídea cresce em árvores. Área de clima úmido de montanha em altitudes de 1200 a 1800 metros.

## Descrição
O Oncidium sarcatum é uma orquídea epífita e ocasionalmente rupícola com pseudobulbos ovóides achatados lateralmente de que saem apicalmente duas folhas coriáceas estreitas oblongo linguladas, as basais curvadas ou pêndulas.
  Em seu centro nascem duas hastes florais de pequenas e numerosas flores. Floresce na primavera e no outono. Possui ramo floral paniculado.

Racemo médio de muitas flores de pequeno tamanho, de cor amarela com mancha marrom na parte superior do labelo.

## Cultivo
Tem preferência por alta luminosidade ou com sombra moderada. Para cultivar, deve-se plantar em um tronco com a base reta não muito grande, para que se possa manter em pé e colocase a orquídea amarrada a um tutor de face leste.

Pode-se por no exterior como os Cymbidiums para estimular a floração. No inverno, manter o substrato seco com poucas regas. Florescem no Outono e na Primavera.